# Gilles de Berlaymont
Gilles de Berlaymont, Baron von Hierges (* um 1540; † 18. Juni 1579 in Maastricht) war ein niederländischer Offizier in spanischen Diensten und war Gouverneur mehrerer Provinzen.

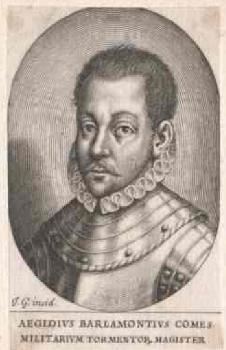
Gilles de Berlaymont

## Leben
Er war Sohn des Charles de Berlaymont. Dieser war unter anderem Gouverneur des Hennegaus. Die Mutter war Adrienne de Ligne. Zu seinen Geschwistern zählt unter anderen der Fürsterzbischof von Cambrai Ludwig von Berlaymont.
Die Statthalterin Margarethe von Parma beauftragte ihn 1566 damit ein Regiment in Wallonen anzuwerben und es zu führen. Er nahm 1567 an der Belagerung von  Valenciennes und 1568 an der Schlacht von Jemgum teil. Nachdem er sich auf Seiten Philipp II. gestellt hatte, wurde er 1572 zum Statthalter in Friesland, Groningen und Geldern ernannt. In zahlreichen Quellen, die alle auf die Biographie Nationale de Belgique von 1868 zurückgehen, wird erwähnt das Gilles de Berlaymont 1572 auch in den Orden vom Goldenen Vlies aufgenommen wurde. Anhand der offiziellen, von der Ordenskanzlei veröffentlichten, Mitgliederliste lässt sich dies allerdings nicht bestätigen. Er diente unter dem Herzog von Alba und machte dessen Kriegszüge mit. Er nahm an der Belagerung von Haarlem teil. Die Schlacht auf der Mooker Heide, wo 1574 zwei hochrangige Angehörige des Hauses Nassau den Tod fanden, wurde durch ihn entschieden.
Weil sein Vorgänger in Gefangenschaft geraten war, wurde er auch zum Statthalter in Holland, Zeeland und Utrecht ernannt, die aber in der Hand der Aufständischen waren. Nachdem Friedensversuche gescheitert waren, wurde er mit der Besetzung der nördlichen Provinzen beauftragt. Er nahm verschiedene Städte und Orte ein. In Oudewater kam es am 7. August 1575 zur Tötung eines Großteils der Bevölkerung und zur Zerstörung der Stadt. Auf Grund einer Erkrankung musste er sich nach Utrecht zurückziehen.
Zeitweise näherte er sich der Patriotenpartei an, schloss sich aber beim Eintreffen von Juan de Austria diesem an und wurde Kommandeur seiner Leibwachen. Als der Krieg gegen die Aufständischen wieder begann, wurde er zum General der Artillerie und der wallonischen Truppen ernannt. Im Jahr 1576 berichtete er in einem Brief an den Staatsrat über die schlechte Lage in seiner Provinz. Er wurde 1577 selbst Mitglied des Staatsrates. Er nahm 1577/1578 mehrere Städte wie Charlemont, Fumal oder Bouvines ein. Nach dem Tod seines Vaters wurde er auch zum Statthalter von Namur und Artois ernannt. Außerdem wurde ihm der Bereich der Finanzen übertragen.
Er diente unter dem Herzog von Parma bei der Belagerung von Maastricht. Er kommandierte die Artillerie sowie wallonische und deutsche Soldaten. Er fiel bei der Belagerung durch eine Kugel.